# Paracercosporidium microsorum
Paracercosporidium microsorum (Sacc.) U. Braun, C. Nakash., Videira & Crous – gatunek grzybów z klasy Dothideomycetes. Wywołuje plamistość liści u lip.

## Systematyka i nazewnictwo
Pozycja w klasyfikacji według Index Fungorum: Cercospora, Mycosphaerellaceae, Capnodiales, Dothideomycetidae, Dothideomycetes, Pezizomycotina, Ascomycota, Fungi.
Po raz pierwszy opisał go w 1880 r. Pier Andrea Saccardo. W 2017 r. U. Braun, C. Nakash., S.I.R. Videira i P.W. Crous przenieśli go do rodzaju Paracercosporidium. Synonimy:
- Cercospora microsora Sacc. 1880
- Passalora microsora (Sacc.) U. Braun 1995

## Morfologia
Grzyb mikroskopijny zaliczany do grupy grzybów cerkosporoidalnych, pasożyt i saprotrof rozwijający się jako endobiont w tkankach liści lip. Powoduje powstawanie na obydwu stronach ich liści owalnych plam o średnicy 1–5 mm z jaśniejszym, szarawym środkiem i ciemnobrązowym obrzeżem. Czasami plamy są okrągłe, brązowe lub czerwonobrązowe z ciemniejszym obrzeżem.
Nie tworzy konidiomów. Konidiofory bladooliwkowe, bladooliwkowo-brązowe lub brązowe z jaśniejszym wierzchołkiem, zazwyczaj kolankowate, nierozgałęzione, o wymiarach 10–45 × 2,5–3,5 µm. Konidia powstają pojedynczo, są cylindryczne lub maczugowate, proste lub lekko zakrzywione, bladooliwkowe, z 1–6 przegrodami (zwykle z 3–5 przegrodami), 20–67,5 × 2,5–4,5(–5) µm.

## Występowanie
Występuje w Ameryce Północnej, na niektórych wyspach Morza Karaibskiego, w Europie, azjatyckich obszarach Rosji i w Australii. W Polsce podano wiele stanowisk na liściach lipy drobnolistnej Tila cordata i lipy szerokolistnej Tila platyphyllos (dla synonimu Passalora microsorum).